# Corso di Porta Vittoria
Corso di Porta Vittoria è una strada commerciale di Milano.

## Descrizione
Prende il nome da Porta Vittoria, chiamata Porta Tosa fino al 1861, una delle quattro porte succursali di Milano, ricavata lungo i bastioni spagnoli, oggi demoliti. Sviluppandosi in oltre 750 metri, con orientamento ovest-est, la strada si sviluppa da Largo Augusto a Piazza Cinque Giornate, passando per Largo Marco Biagi. L'intero Corso di Porta Vittoria fa parte del Municipio 3.

## Edifici notevoli
- Palazzo di Giustizia
- Palazzo dei Sindacati dell'Industria
- Palazzo Stampa di Soncino Borgazzi
- Palazzo Sormani
- Sede direzionale AEM
- Colonna del Verziere

## Trasporti
- San Babila
- Missori